# Иван Бек
Иван Бек „Ивица“ (рођен 29. октобра 1909. у Београду, Краљевина Србија — преминуо 2. јуна 1963. у Сету, Француска) је бивши југословенски фудбалер и фудбалски тренер.

## Биографија
Ивица је по оцу био пореклом Немац, а мајка му је била Чехиња. Његов отац се са породицом 1871. из Вршца преселио у Крагујевац, док је Ивица рођен на Чубури у Београду.
Почео је да игра за БСК, где је постао првотимац у сезони 1925/26, са само 16 година. На 50 званичних утакмица је постигао 51 гол. У намери да заврши средњу школу у пролеће 1928. се преселио у Шабац, где је почео да игра за Мачву. Исте године је отишао у Француску да би постао професионалац. Играо је за Сет са којим је 1930. освојио куп. У финалној утакмици против Париза Ивица је постигао два последња гола за своју екипу која је победила са 3:1. Дуплу круну, првенство и куп је освојио 1934. године. Док је играо за Сет био је најплаћенији фудбалер у Француској. Једну сезону је провео у Швајцарској, да би се после вратио у Француску, поново у Сет. Касније је играо још и за Сент Етјен, Ним олимпик и Екс.
Уз три утакмице за селекцију Београда и једну за „Б“ репрезентацију, одиграо је још и седам утакмица за репрезентацију Југославије и постигао је четири гола. Дебитовао је 15. маја 1927. у пријатељском сусрету против Бугарске (2:0) у Софији. Био је учесник Светског првенства 1930. у Уругвају. Играо је у све три утакмице које је репрезентација тамо одиграла. У првом мечу против Бразила био је стрелац победоносног гола (2:1), док се против Боливије два пута уписао у листу стрелаца (4:0). Репрезентација Југославије је на том првенству завршила такмичење поразом од Уругваја са 6:1, у полуфиналу. На последњој утакмици за репрезентацију Југославије, одиграној 25. октобра 1931. против Пољске (3:6) у Познању, био је стрелац два поготка. Када је отишао у Француску узео је њихово држављанство, па је забележио и пет наступа за Триколоре.
Током Другог светског рата био је командант једног одреда француског покрета отпора. После рата ишао је од града до града и тренирао фудбалске тимове. Током једног периода био је власник бистроа, а потом је радио и као докер. Свакодневно је на бициклу разносио рибу од бродова до продавница. Преминуо је на улици од срчаног удара 2. јуна 1963. Сахрањен је на гробљу Ле Пи у Сету.